# .ca
.ca è il dominio di primo livello nazionale assegnato al Canada.
È amministrato dalla Canadian Internet Registration Authority (CIRA).

## Domini di secondo livello
Storicamente sono stati definiti domini di secondo livello specifici per le province e territori del Canada. Sotto il controllo della CIRA tali domini sono stati disattivati:
- .ab.ca — Alberta
- .bc.ca — Columbia Britannica
- .mb.ca — Manitoba
- .nb.ca — Nuovo Brunswick
- .nf.ca — Terranova
- .nl.ca — Terranova e Labrador
- .ns.ca — Nuova Scozia
- .nt.ca — Territori del Nord-Ovest
- .nu.ca — Nunavut
- .on.ca — Ontario
- .pe.ca — Isola del Principe Edoardo
- .qc.ca — Quebec
- .sk.ca — Saskatchewan
- .yk.ca — Yukon

## Requisiti di presenza in Canada
I registranti dei domini .ca devono conformarsi ai requisiti di presenza in Canada, stabiliti dal registro. Esempi di organizzazioni ammissibili:
- cittadino canadese o residente permanente, maggiorenne
- organizzazione canadese legalmente riconosciuta
- Inuit, rappresentanti dei popoli indigeni, Métis o altri popoli indigeni del Canada
- gruppo indiano, come definito dalla Indian Act del Canada
- residente straniero in Canada che possiede un marchio commerciale canadese registrato
- esecutore, amministratore o altro rappresentante legale di una persona o organizzazione che soddisfa i requisiti
- dipartimento governativo
- monarca del Canada

Il dominio .ca è indiscutibilmente il leader in Nord America con 3,38 milioni di domini, il più alto tasso di adozione di un ccTLD pro capite al mondo. La stragrande maggioranza delle aziende canadesi sceglie .ca per dimostrare attività locali e ottenere vantaggi nell’ottimizzazione per i motori di ricerca in Canada.
Al termine del periodo di trenta giorni, che deve offrire al registrante originale l’ultima possibilità di recuperare un nome sospeso, i domini scaduti assumono lo stato di «to be released» (TBR). Questi nomi sono messi all’asta settimanalmente, durante la quale gli elenchi dei nomi disponibili sono pubblicati online e i potenziali registranti fanno offerte preliminari tramite vari registrar di domini .ca.  
I domini che non ricevono alcuna offerta vengono quindi liberati e diventano disponibili per nuove registrazioni.
I nomi di dominio internazionalizzati (IDN) sono stati introdotti a gennaio 2013 con un insieme limitato di caratteri (é, ë, ê, è, â, à, æ, ô, œ, ù, û, ü, ç, î, ï, ÿ), per consentire il testo in lingua francese con segni diacritici. I nomi che differiscono solo per i segni diacritici (ad esempio metro.ca e métro.ca) devono avere lo stesso proprietario e lo stesso registrar. I nomi di dominio che iniziano con i quattro caratteri xn-* non sono altrimenti disponibili per la registrazione. La lunghezza deve essere compresa tra 2 e 63 caratteri, incluso il prefisso xn-* per i nomi di dominio internazionalizzati.